# Lowlands 1967
Lowlands 1967 (voluit: A Flight to Lowlands Paradise) werd gehouden op 24 en 25 november 1967. Het was de eerste editie van het  Lowlandsfestival en vond plaats in de Jaarbeurs te Utrecht. De entree was 10 gulden inclusief ontbijt. Het evenement duurde twaalf uur lang van acht uur 's avonds tot acht uur 's ochtends. Er waren drie podia waar de groepen optraden. Het festival werd georganiseerd door de Utrechtse kunstenaars Bunk Bessels en Dolf Hartsuiker.

## Artiesten[3][4]
| - Act Phase Group - Adam's Recital - AfterMath - Bintangs - Blues Corporation - Blues Dimension - Bobby Green Selection - Crash - Duff - Exploding Galaxy - Fashion 66 - George Cash - Gloria - The Golden Earrings - Group 1850 - Group '69 Sect - La Clique - Les Baroques - Man's World - Midnight Packet - Moan - Moez Moez and the Apples - Purple Haze | - Riggish - Rob Hoeke - Ro-d-Ys - Ruby & Dave - SE '66 - Shout's Act - Social Deviants - Switch - The Counts - The Crazy World of Arthur Brown - The Dallics - The Driftin' Five - The Flower - The Incredible String Band - The Motions - The New Electric Chamber Music Ensemble - The Op-Sound - The Outsiders - The Pebbles - The Rhythms - The Tykes - The Zipps - Truce |

## Afzeggingen
- Cuby + Blizzards werden vervangen door The Golden Earrings.

1967 · 1968 · 1993 · 1994 · 1995 · 1996 · 1997 · 1998 · 1999 · 2000 · 2001 · 2002 · 2003 · 2004 · 2005 · 2006 · 2007 · 2008 · 2009 · 2010 · 2011 · 2012 · 2013 · 2014 · 2015 · 2016 · 2017 · 2018 · 2019 · 2020 · 2021 · 2022 · 2023 · 2024 · 2025 · 2026